# 사누키촌 (돗토리현 1955년)
사누키촌(散岐村)은 일본 돗토리현 야즈군에 설치되었던 촌이다. 현재의 돗토리시의 일부에 해당한다.
1917년에 있던 사누키촌은 별개의 자치단체이다.

## 개요
원래는 사누키촌과 우토촌이 조합 촌사무소를 설치하였는데, 이를 발전적으로 해소하여 사누키촌이 되었다.

## 역사
- 1917년 10월 1일 - 사누키촌, 우도촌이 합병해 사누키촌이 성립하였다.
- 1954년 3월 28일 - 가와하라정 (초대), 구니후사촌·야카미촌·사이고촌과 합병해 새로운 가와하라정이 성립하여, 동일 사누키촌은 폐지되었다.

## 교통

### 철도
- 일본국유철도
  - 인비선